# The Hit List (film)
The Hit List è un film del 1993 diretto da William Webb.
È un thriller d'azione statunitense con Jeff Fahey, Yancy Butler e James Coburn.

## Trama
L'avvocato Peter Mayhew assume un killer professionista, Charlie Pike, affinché elimini alcuni boss della droga e l'uomo che ha ucciso il marito di una donna. Peter presto resterà affascinato dalla donna e non saprà separare la sua vita professionale da quella privata.

## Produzione
Il film, diretto da William Webb su una sceneggiatura di Reed Steiner, fu prodotto da T.R. Conroy e dallo stesso Webb per la Vision International e la Westwind e girato a Los Angeles in California dal 6 luglio 1992 al 9 agosto 1992.

## Distribuzione
Il film fu distribuito nel 1993 al cinema dalla Malofilm Distribution in Canada e per l'home video dal 17 gennaio 1993 dalla Columbia TriStar Home Video negli Stati Uniti.
Altre distribuzioni:
- in Germania il 20 settembre 1993 (Killer Force e Private Bodyguard)
- in Ungheria il 14 aprile 1994 (Foglalkozása: bérgyilkos)
- in Francia (La loi du professionel)
- in Portogallo (Na Lista para Matar)
- in Serbia (Placeni ubica)
- in Grecia (Pliromena eglimata)
- in Finlandia (Tapa tai tule tapetuksi)